# Protorthodes perforata
Protorthodes perforata är en fjärilsart som beskrevs av Augustus Radcliffe Grote 1883. Protorthodes perforata ingår i släktet Protorthodes och familjen nattflyn. Inga underarter finns listade i Catalogue of Life.